# Ticker

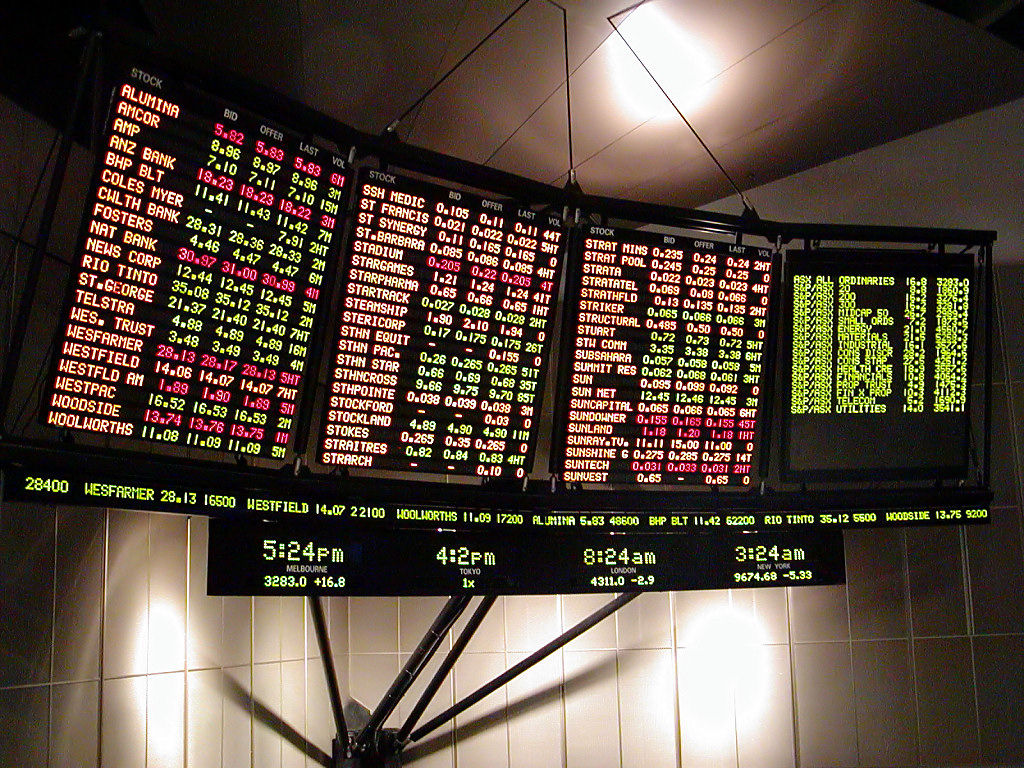
Elektronická tabule zobrazuje ticker pro jednotlivé společnosti (cenné papíry) spolu s hodnotami Bid, Offer/Ask a Vol. (nakup, prodej a obchodovaný objem).

Ticker je burzovní symbol, který jednoznačně identifikuje cenný papír na daném konkrétním trhu. Různé trhy používají různé tickery. Pražská burza používá jako ticker Bohemian Identification Code, BIC.
Tvůrcem tickeru byl Edward Augustin Calahan (1838–1912) americký burzovní investor a vynálezce.
Ticker je obvykle mnemotechnické jméno cenného papíru. Skládá se z písmen, čísel, nebo z kombinace obojího. Různé trhy používají různé délky tickerů. Na trzích v USA ticker obvykle má do 4 písmen (s případnou tečkou uvnitř), např. Apple Inc. obchodovaný na elektronické burze NASDAQ má symbol AAPL. V Evropě většina burz (ale ne Pražská burza) používá tři písmena, např. nizozemská společnost Unilever obchodovaná na Euronext v Amsterdamu má symbol UNA. V Asii se často používají čísla, aby se mezinárodní investoři vyhnuli případným problémům se znaky, které se nevyskytují v latinkovém písmu, např. banka HSBC obchodovaná na burze v Hongkongu má symbol 0005. 

## Ukázky z americké burzy
- A – Agilent Technologies
- BRK.B – Berkshire Hathaway
- KO – Coca-Cola Company
- MSFT – Microsoft
- TGT – Target Corporation
- WMT – Wal-Mart
- IFX – Infineon Technologies
- INTC – Intel
- TXN – Texas Instruments
- QI – Qimonda

## Ukázky z české burzy
- BAAAAA – AAA Auto
- BAACEZ – ČEZ
- BAAKOMB – Komerční banka
- BAAORCO – Orco
- BAAUNIPE – Unipetrol

## Jednopísmenné tickery
Existují i tickery s jediným písmenem. Používají se na americkém akciovém trhu.
- A: Agilent Technologies
- B: Barnes Group
- C: Citigroup
- D: Dominion Resources
- E: Eni SpA
- F: Ford Motor Company
- G: Genpact
- H: (Open)
- I: (Open)
- J: (Open)
- K: Kellogg
- L: (Open)
- M: Macy's, Inc.
- N: NetSuite, Inc.
- O: Realty Income Corporation
- P: (Open)
- Q: Qwest Communications International Inc.
- R: Ryder System Inc.
- S: Sprint Nextel
- T: AT&T
- U: (Open)
- V: Visa, Inc.
- W: (Open)
- X: United States Steel
- Y: Alleghany Corporation
- Z: (Open)